# Pulau Silawa
Pulau Silawa ist eine zum malaysischen Bundesstaat Sabah gehörende Insel in der zur Celebessee offenen Darvel Bay. Die Insel liegt etwa 11 Kilometer nordwestlich von Semporna. Die weitgehend flache Insel erstreckt sich 1,3 Kilometer in nordöstlicher Richtung und ist bis zu 800 Meter breit. Im Süden grenzt Pulau Silawa direkt an Pulau Bait; die beiden Inseln sind bei Ebbe durch einen sandigen, morastigen Streifen getrennt. Die Insel ist im Nordosten durch eine wenige hundert Meter schmale, schiffbare Meerenge von Pulau Larapan getrennt. An der Ostküste liegt die einzige kleine Siedlung Kampung Silawa.